# سبک‌های شعر کهن فارسی
سبک‌های شعر کهن فارسی، عنوانی است که به تقسیم‌بندی شعر کهن فارسی توسط ملک الشعرا بهار اشاره دارد. سبک در ادبیات عبارت است از روش و شیوه‌ای خاص که گوینده یا نویسنده، ادراک و احساس خود را با آن بیان می‌کند. سیروس شمیسا که خود نیز به سبک‌شناسی شعر و نثر ایران پرداخته است و کتاب‌هایی نیز در این زمینه به چاپ رسانده‌است بر این باور است این بهار بوده است که برای نخستین بار فن سبک‌شناسی را در ایران پایه گذاشته و کتاب «سبک‌شناسی یا تاریخ تطور نثر فارسی» یا همان سبک‌شناسی معروف نثر را نگاشته است. ظاهراً بهار نخستین کسی است که واژهٔ سبک را در شعر آورده‌است و شاعران پیش از او در این مورد از واژه‌هایی چون «طراز» و «طریق» و «شیوه» و امثال این‌ها استفاده می‌کردند.

## طبقه‌بندی شعر کهن فارسی بر پایهٔ سبک
نام‌گذاری این تقسیم‌بندی فاقد پایهٔ علمی معتبر است و در آن تنها به جنبهٔ مکانی آن توجه شده‌است و بر اساس بسیار بودن سرایندگان سبکی خاص در منطقه‌ای خاص می‌باشد.
1. سبک خراسانی (ترکستانی یا سامانی)
2. سبک عراقی
3. سبک هندی

در دوران نیم قرن مشروطه خواهی سبک بازگشت ادبی رونق گرفت که در آن شاعرانی چون ملک الشعرای بهار، رهی معیّری، شهریار، نسیم شمال، ایرج میرزا، و بسیاری دیگر، بر سبک و قالب عمدتاً خراسانی و عراقی سرودند، اما با مضامین و مفاهیم روز اجتماعی.